# Elphos procellosa
Elphos procellosa är en fjärilsart som beskrevs av W. Warren 1894. Elphos procellosa ingår i släktet Elphos och familjen mätare. Inga underarter finns listade i Catalogue of Life.